# 黄辉颖
黄辉颖（Wong Fai Yin，1993年8月13日—），馬來西亞男子羽毛球運動員。

## 簡歷
2012年5月，黄辉颖出戰樂魚國際系列賽，與賴潔敏合作赢得混合雙打賽事冠軍。
2013年12月，黄辉颖出戰越南大獎賽，與鄒美君合作打進混合雙打賽事四強。
2014年4月，黄辉颖出戰大阪國際挑戰賽，與鄒美君合作打進混合雙打賽事四強。
2015年，黄辉颖與鄒美君的組合取得8月在印尼雅加达举行的世界羽毛球錦標賽。

## 主要比賽成績
只列出曾進入準決賽的國際賽事成績：
| 年份   | 賽事                 | 公開賽級別 | 項目     | 拍檔   | 成績   |
| ------ | -------------------- | ---------- | -------- | ------ | ------ |
| 2012年 | 樂魚羽毛球國際系列賽 | 國際系列賽 | 混合雙打 | 賴潔敏 | 冠軍   |
| 2013年 | 越南羽毛球大獎賽     | 大獎賽     | 混合雙打 | 鄒美君 | 準決賽 |
| 2014年 | 大阪羽毛球國際挑戰賽 | 國際挑戰賽 | 混合雙打 | 鄒美君 | 準決賽 |
| 2015年 | 波蘭羽毛球國際賽     | 國際系列賽 | 混合雙打 | 鄒美君 | 亞軍   |
| 2016年 | 羅馬尼亞羽毛球國際賽 | 國際系列賽 | 混合雙打 | 賴潔敏 | 冠軍   |
| 2016年 | 樂魚羽毛球國際挑戰賽 | 國際挑戰賽 | 混合雙打 | 賴潔敏 | 亞軍   |

| 2007-2017年 | 首要超級賽 | 超級賽 | 黃金大獎賽 | 大獎賽 | 國際挑戰賽 | 國際系列賽 | 未來系列賽 | 其他 |

| 2018-2026年 | 總決賽 | 超級1000賽 | 超級750賽 | 超級500賽 | 超級300賽 | 超級100賽 | 國際挑戰賽 | 國際系列賽 | 未來系列賽 | 其他 |

### 奧運會和世錦賽參賽紀錄
|          | 搭檔   | 2015 |
| -------- | ------ | ---- |
| 混合雙打 | 鄒美君 | 32強 |